# Ley 46 de 1905 (Colombia)

Distribución administrativa de la República de Colombia, en el año 1905.

La ley 46 del año 1905 de la República de Colombia "Sobre la creación de tres departamentos", es un acto de ley promulgado en el marco de la Asamblea Nacional Constituyente y Legislativa de dicho año; está compuesto por seis artículos, los cuales, hacen explícita referencia a la organización territorial de la república.
De acuerdo con la intención del texto, se creó el departamento de Tundama, Quesada y Huila, cuyas capitales fueron Santa Rosa de Viterbo, Zipaquirá y Neiva, respectivamente. Y se definieron las localidades que conformarían el departamento de Boyacá, Cundinamarca y Tolima.